# 12747 Michageffert
12747 Michageffert è un asteroide della fascia principale. Scoperto nel 1992, presenta un'orbita caratterizzata da un semiasse maggiore pari a 2,3000275 UA e da un'eccentricità di 0,1404684, inclinata di 2,30968° rispetto all'eclittica.
L'asteroide è dedicato all'astronomo tedesco Michael Geffert.